# Baan Baa
Baan Baa é uma aldeia australiana localizada na região norte do interior do estado da Nova Gales do Sul. A sua população, segundo o censo de 2006, era de 211 habitantes.